# نايسان (العراق)
نايسان (المعروف أيضًا باسم جبل خيبر ونايسان) هو تل وموقع أثري في البصرة، جنوب العراق.

## التحديد
حُدد الموقع على أنه أطلالة خاراكس، التي كانت ذات يوم عاصمة مملكة ميسان.
يعتمد هذا الادعاء على حجم الأطلال، حقيقة أن الاسم المحلي للآثار هو نايسان وهو على الأرجح تحريف للاسم البارثي لميسين، ميسان، (التي اشتقت منها محافظة ميسان اسمها أيضًا). تقع الأنقاض عند التقاء نهري دجلة والكرخة، كما ذكر من خاراكس، بقلم بليني الأكبر.

## علم الآثار
لم يتم التنقيب عن التل قبل عام 2016، بسبب الصراع المستمر وعدم الاستقرار في المنطقة، ومع ذلك، تم إجراء مسح أولي في عام 1965. حدد هذا المسح سلسلة من جدران المعقل الرائعة من الطوب المحروق وشظايا كبيرة من الفخار على السطح. تنتمي القطع التي يمكن التعرف عليها إلى الفترات الساسانية أو الإسلامية المبكرة. وجد المسح الأولي في عام 1965 أن الموقع كان عبارة عن بلدة ذات شكل شبه منحرف، حوالي 1.5 × 3 كيلومترات (0.93 ميل × 1.86 ميل).
وجدت التنقيبات عام 2016 أن المدينة قد تم تخطيطها على نمط شبكي مع كتلة سكنية 185 في 85 مترًا، والعديد من العملات القديمة للعصور المتأخرة.

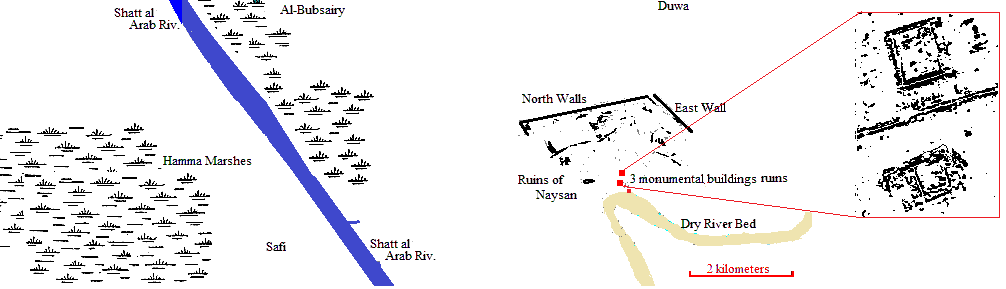
مخطط الموقع الأثري لنيسان ، على شط العرب في جنوب العراق بعد المسح الجيوفيزيائي الأولي للموقع في عام 2016. نيسان تمثل أطلال الإسكندرية الشراكس ، التي أسسها الإسكندر الأكبر والتي أصبحت عاصمة لدولة Characene في وقت متأخر. العصور القديمة.

أفاد تقرير مسح التنقيب وفيزياء الأرض لعام 2016 أن:
"لا تزال الأسوار المصنوعة من الطوب والأرض التي تشكل حدود مدينة خراكس صامدة على ارتفاع يصل إلى أربعة أمتار وهي السمة الغالبة في المناظر الطبيعية المسطحة بخلاف ذلك. وأفضل الأسوار الشمالية، التي يبلغ طولها 2.4 كيلومتر، هي الأفضل الحفاظ عليها. امتدادات من الشرق والغرب لا تزال الأسوار قائمة، لكن الجزء الجنوبي لم يعد مرئيًا. يتم تحديد حدود المدينة إلى الجنوب من خلال قاع قديم ملتف لنهر كارون."
تشمل القطع الأثرية التي تم العثور عليها الخرز وبقايا الأعمدة والأواني الزجاجية والفخار والعملات المعدنية لملوك السلوقيين الهلنستيين و (ربما) البارثيين أيضًا.